# 大正政變
大正政變指1912年年末的憲政擁護運動（第一次）所導致的1913年第三次桂內閣倒閣事件。从廣義上讲，指的是從第二次西園寺內閣倒閣，經過第三次桂內閣到第一次山本內閣的時代為止的事件。

## 狹義的大正政變

### 概略
明治末期以來，藩閥勢力的代表、親陸軍的桂太郎(出身長州藩)，和立憲政友會的西園寺公望(出身公家，即貴族)，因「情投意合」而持續著交互擔負政權的慣例（史稱桂園時代）。
明治天皇崩御(駕崩)之後的1912年（大正元年）12月，第二次西園寺內閣因日俄戰爭後財政困難而採取財政緊縮政策。又陸海軍基於帝國國防政策，陸軍於當時要求增加2個師團，海軍則要求戰艦1艘、巡洋艦3艘。於1912年(大正元年)11月30日的內閣會議中，陸軍大臣上原勇作要求增加師團。會議結果不同意增加師團。對此，上原勇作使用幃幄上奏權，直接單獨向剛即位的大正天皇提出辭呈。由於之前1900年（明治33年）山縣有朋已经建立了「軍部大臣現役武官制」，因此陆军不派遣现役武官赴任陸軍大臣，从而逼迫不和陆军合作的西園寺內閣總辭。
雖然元老會議指名桂太郎為後繼首相，但桂半年前就身兼內大臣與侍從長，因為這點而被許多人責備是亂了「宮中、府中之別」的原則。再者，相當關心財政的財界中，批判軍閥橫暴的聲音高漲，加上陸軍(山縣閥)策動非立憲的倒閣以及藩閥政治家的再次出馬等的憤怒聲越來越廣泛，因而開始了憲政擁護運動(第一次護憲運動)。12月13日，東京的報社記者和律師組織了憲政振作會，決議反對增設兩個師團，隔天14日交詢社的志士成為發起人，展開時局懇談會，會名為「憲政擁護會」。19日在歌舞伎座舉辦的憲政擁護第一回大會中，政友會、國民黨代議士以及報社記者之外，連企業家與學生也來參加，約聚集了聽眾3000人，決議「打破閥族、擁護憲政」。12月21日，西園寺內閣正式總辭，第三次桂太郎內閣開始執政。27日，在野黨的國會議員、報社記者，以及學者等共同決定將護憲運動擴及地方。
隔年1月，呼喊「擁護憲政」的大會在各地展開，被日俄戰爭之後的重稅壓迫的工商業者和都市民眾等參加者眾。21日，桂內閣將原本預定要開會的議會停開15日，如此的處置反而使得運動更加熱烈，24日在東京開始憲政擁護第二回大會，由此可見運動擴及全國並成為了一大國民運動。面對如此的大動作，又當時為明治天皇諒闇中（服喪期間），桂內閣接受了大正天皇告誡希望停止政爭的詔勅（優詔），卻濫用此詔勅，封鎖了對政府的批判（優詔政策）。
此期間，立憲政友會和立憲國民黨合作成立，特別是以立憲政友會黨員尾崎行雄和立憲國民黨黨首犬養毅為中心而活動著。2月5日重開的議會中，政友會和國民黨等在野黨在議會中對內閣提出不信任決議案，議會隨即又停開。這個時期，這句話：「彼らは常に口を開けば、直ちに忠愛を唱へ、恰も忠君愛国の一手専売の如く唱へておりますが—（中略）—玉座を以て胸壁となし、詔勅を以て弾丸に代へて政敵を倒さんとするものではないか」（那些人常常一開口就高唱忠愛，恰如壟斷「忠君愛國」的買賣，（中略），靠著天皇的胸牆，以詔書代替子彈將政敵撂倒）尾崎行雄對彈劾桂首相的演說很有名。
2月9日的憲政擁護第三大會，有兩萬人聚會，隔天10日，數萬民眾包圍議會激勵在野黨，在民眾的示威中，桂氏開始帝國會議的開會。桂氏雖然解散了議會，但因眾議院議長——大岡育造的忠告：「解散會議會招致內亂」，而決定內閣總辭，並指示閣員書寫辭呈，並再次命令議會停開。對於議會停開感到激憤的民眾，襲擊了警察署、派出所，以及御用報社的國民新聞社等等。同樣的騷亂持續在大阪、神戶、廣島、京都等各市延燒。
2月20日，桂內閣僅僅53日就總辭，被稱為「50日內閣」。後繼首相由海軍大將、薩摩藩的山本權兵衛就任。

### 桂園時代結束
一般對於大正政變的強烈印象為：山縣有朋率領的陸軍與桂太郎率領的長州閥倒閣第二次西園寺內閣，而反對這件事的民眾運動打倒即將因政黨組織及優詔政策等而結合、如同詭計般的「閥族內閣」。但是經過大正政變而誕生的「桂新黨」（立憲同志會→憲政會）卻是和立憲政友會共同領導政黨政治的立憲民政黨的前身。相對地，山縣有朋卻持續視政黨為敵人。因此不能將桂氏及山縣氏放入大正政變中混為一談。
二度組閣的桂太郎，無法取得明治天皇的信賴，持續摸索著改革山縣系官僚閥的新政策以及成立桂新黨。這就是樹立政權——把自己結成的新黨當成政權基盤，並企圖脫離對政友會的依存以及脫離山縣氏而自立。察覺到此的山縣有朋，加上明治天皇崩御後的1912年（大正元年）8月桂氏被內大臣兼侍從長監禁於宮中，計畫引退。另一方面，西園寺氏事實上主導政友會黨務，與追求地方利益的原敬互不相讓。